# Demián Bichir
Demián Bichir Nájera (Città del Messico, 1º agosto 1963) è un attore messicano, candidato all'Oscar al miglior attore per Per una vita migliore di Chris Weitz.

## Biografia
Nato a Città del Messico, proviene da una famiglia di origini libanesi, è figlio degli attori Alejandro Bichir (Alejandro Bichir Batres) e Maricruz Nájera (María de la Cruz Nájera Botello). Anche i fratelli Odiseo e Bruno Bichir sono attori. Inizia la sua carriera all'età di 14 anni recitando nelle telenovelas, debuttando al fianco di Ofelia Medina nella telenovela Rina. Negli anni seguenti recita in numerose telenovelas messicane, come Cuando los hijos se va, Vivir enamorada, Gli anni felici e Guadalupe, diventando molto popolare nel suo paese.
Dopo aver recitato nel film per la TV, di produzione statunitense, Le impronte della vita, Bichir si trasferisce a New York con l'intento di studiare al Lee Strasberg Theatre and Film Institute, ma ha lavorato per un periodo come cameriere al Rosa Mexicano Restaurant per sbarcare il lunario e imparare perfettamente la lingua. Successivamente si trasferisce a Los Angeles, ma anche lì ottiene poca fortuna, così ritorna in Messico dove continua a recitare nelle telenovelas.
Nel corso degli anni continua a recitare, dividendosi tra produzioni televisive e produzioni cinematografiche messicane, guadagnandosi numerose candidature al premio Ariel, e diventando, assieme ai fratelli, uno degli attori più popolari del Messico, tanto che gli MTV Movie Awards hanno creato un'apposita categoria chiamata "Mejor Bichir en Una Película" ("Miglior Bichir in un film"). Bichir è anche popolare nel suo paese come doppiatore dei personaggi dello Chef Louis e del principe Eric ne La sirenetta e di Aladino nel film Aladdin.
Nel corso della sua carriera, ha preso parte al film Sexo, pudor y lágrimas, campione di incassi in Messico, è stato diretto dal regista Agustín Díaz Yanes nei film Nessuno parlerà di noi e Nessuna notizia da Dio, ha interpretato il ruolo di Emiliano Zapata nella miniserie TV Zapata: Amor en rebeldía e ha preso parte a Che - L'argentino e Che - Guerriglia, i due film di Steven Soderbergh dedicati alla vita del rivoluzionario argentino Che Guevara e dove Bichir ha interpretato il ruolo di Fidel Castro.
Tra il 2008 e il 2010, Bichir ha interpretato il ruolo ricorrente di Esteban Reyes nella quarta, quinta e sesta stagione della serie televisiva di Showtime Weeds. Il 24 gennaio 2012 ottiene la sua prima candidatura all'Oscar al miglior attore per la sua interpretazione in Per una vita migliore (A Better Life) di Chris Weitz, diventato il secondo attore messicano ad ottenere la candidatura all'Oscar dopo Anthony Quinn. Bichir ottiene inoltre una candidatura al Screen Actors Guild Award e agli Independent Spirit Awards. Dal 2013 al 2014 è protagonista, al fianco di Diane Kruger, della serie televisiva The Bridge.

## Vita privata
Bichir è stato sposato con la cantante messicana Lisset Gutiérrez. Nel maggio del 2011 è diventato padre di una bambina di nome Gala, avuta da una breve relazione in Spagna, durante le riprese di un film. Dal 2011 ha avuto  una relazione con la modella e attrice canadese Stefanie Sherk, suicidatasi nel 2019.

## Filmografia parziale

### Cinema
- Nessuno parlerà di noi (Nadie hablará de nosotras cuando hayamos muerto), regia di Agustín Díaz Yanes (1995)
- Perdita Durango, regia di Álex de la Iglesia (1997)
- Cerebro, cortometraggio di Andrés León Becker (2001)
- Nessuna notizia da Dio (Sin noticias de Dios), regia di Agustín Díaz Yanes (2001)
- Che - L'argentino (Che: Part One), regia di Steven Soderbergh (2008)
- Che - Guerriglia (Che: Part Two), regia di Steven Soderbergh (2008)
- Foreverland regia di Maxwell McGuire (2011)
- Per una vita migliore (A Better Life), regia di Chris Weitz (2011)
- Le belve (Savages), regia di Oliver Stone (2012)
- Corpi da reato (The Heat), regia di Paul Feig (2013)
- Machete Kills, regia di Robert Rodriguez (2013)
- Dom Hemingway, regia di Richard Shepard (2013)
- Morte a Buenos Aires (Muerte en Buenos Aires), regia di Natalia Meta (2014)
- The Hateful Eight, regia di Quentin Tarantino (2015)
- Lowriders, regia di Ricardo de Montreuil (2016)
- Alien: Covenant, regia di Ridley Scott (2017)
- The Nun - La vocazione del male (The Nun), regia di Corin Hardy (2018)
- The Grudge, regia di Nicolas Pesce (2020)
- The Midnight Sky, regia di George Clooney (2020)
- Land, regia di Robin Wright (2021)
- Chaos Walking, regia di Doug Liman (2021)
- Godzilla vs. Kong, regia di Adam Wingard (2021)
- Chupa, regia di Jonás Cuarón (2023)
- Senza sangue (Without Blood), regia di Angelina Jolie (2025)

### Televisione
- Le impronte della vita (Choices on the Heart) – film TV, regia di Joseph Sargent (1983)
- In the Time of the Butterflies – film TV, regia di Mariano Barroso (2001)
- Weeds – serie TV, 27 episodi (2008-2010)
- The Bridge - serie TV, 26 episodi (2013-2014)
- Grand Hotel - serie TV, 13 episodi (2019)

## Riconoscimenti
- Premio Oscar
  - 2012 – Candidatura come miglior attore per Per una vita migliore
- Premio Ariel
  - 1995 – Miglior attore per Hasta morir[6]

## Doppiatori italiani
Nelle versioni in italiano delle opere in cui ha recitato, Demián Bichir è stato doppiato da:
- Massimo Rossi in Weeds, Per una vita migliore, The Bridge, Godzilla vs. Kong
- Franco Mannella in Machete Kills, Grand Hotel, Land, Chaos Walking
- Saverio Moriones in Le belve, Corpi da reato, The Hateful Eight
- Dario Oppido in The Nun - La vocazione del male, The Grudge, The Midnight Sky
- Pasquale Anselmo in Nessuna notizia da Dio, Chupa
- Angelo Maggi in Che - L'argentino, Che - Guerriglia
- Luca Biagini in Dom Hemingway, Alien: Covenant
- Francesco Prando in Lasciami entrare
- Stefano Benassi in Senza sangue